# Свобода преси (фільм, 1928)
Свобода преси (англ. Freedom of the Press) — американський детективний фільм Джорджа Мелфорда 1928 року.

## У ролях
- Льюїс Стоун — Даніель Стіл
- Марселін Дей — Джун Весткотт
- Малкольм МакГрегор — Білл Баллард
- Генрі Б. Волтхолл — Джон Баллард
- Роберт Емметт О'Коннор — бос Мелоні
- Том Рікеттс — Вікс
- Хейден Стівенсон — Каллахан
- Роберт Елліс — Кір Газлетт
- Борис Бероннеф — злочинець
- Морган Торпе — органіст